# Букова-Ґура (Хойницький повіт)
Букова-Ґура (пол. Bukowa Góra, нім. Buchenberg) — село в Польщі, у гміні Черськ Хойницького повіту Поморського воєводства.
У 1975-1998 роках село належало до Бидгощського воєводства.